# 오세영 (만화가)
오세영(1955년 ~ 2016년 5월 5일)은 대한민국의 만화가이다.

## 생애
1955년 충청남도 공주시에서 태어났다. 1986년 32세의 나이로 《만화광장》으로 등재하였다. 만화 토지를 소재로 한 극화를 주로 그렸다.
2016년 5월 5일 당뇨병으로 인한 합병증으로 별세하였다. 향년 62세

## 대표작
- 1986년 - 《만화광장》
- 1988년 - 《쏴!쏴!쏴! 탕》
- 1989년 - 《땅군 형제의 꿈》
- 1990년 - 《최루》
- 1990년 - 《낡은 쇠가죽 쌈지의 비밀》
- 1990년 - 《탈출》
- 1992년 - 《만화세계역사》
- 1993년 - 《월북 작가 순례기》
- 1993년 - 《명작극화》
- 1995년 - 《교과서속의 명작만화》
- 1995년 - 《부자의 그림일기》
- 1996년 - 《현대 인물 만화》
- 1998년 - 《전봉준》
- 1998년 - 《봄과 신작로 2》
- 1998년 - 《남생이 1》
- 1999년 - 《홍수 3》
- 1999년 - 《부자의 그림일기》
- 2000년 - 《토성랑 4》
- 2001년 - 《부자의 그림일기》
- 2001년 - 《외뿔랑》
- 2001년 - 《깨복이》
- 2002년 - 《노을》
- 2003년 - 《만화가 오세영의 교과서 속 큰인물 이야기 세트》
- 2003년 - 《교과서 속 큰인물 이야기 1》
- 2003년 - 《교과서 속 큰인물 이야기 2》
- 2003년 - 《교과서 속 큰인물 이야기 3》
- 2003년 - 《교과서 속 큰인물 이야기 4》
- 2003년 - 《교과서 속 큰인물 이야기 5》
- 2005년 - 《오세영》
- 2007년 - 《만화 토지 1부2》
- 2007년 - 《만화 토지 3》
- 2007년 - 《만화 토지 4》
- 2007년 - 《만화 토지 5》
- 2007년 - 《만화 토지 6》
- 2007년 - 《만화 토지 7》
- 2007년 - 《만화 토지 1》
- 2015년 - 《만화 토지 1》
- 2015년 - 《만화 토지 2》
- 2015년 - 《만화 토지 3》
- 2015년 - 《만화 토지 4》
- 2015년 - 《만화 토지 5》
- 2015년 - 《만화 토지 6》
- 2015년 - 《만화 토지 7》